# Примно
Примно је у грчкој митологији била нимфа.

## Митологија
Према Хесиодовој теогонији, била је једна од Океанида. Хесиод ју је описао попут богиње, а с обзиром да њено име потиче од грчки језик prymnos што значи „корен“ или „најнижи“, претпоставља се да је била нимфа подземних вода или дубоких извора (бунара).